# Impuesto sobre Bienes Inmuebles
El impuesto sobre bienes inmuebles (IBI) es un impuesto encuadrado en el sistema tributario local de España, de exacción obligatoria por los ayuntamientos, que grava el valor de la titularidad dominial y otros derechos reales que recaen sobre bienes inmuebles localizados en el municipio que recauda el tributo. Su gestión se comparte entre la Administración del Estado y los Ayuntamientos. Entró en vigor el 1 de enero de 1990, bajo presidencia de Felipe González.
Su carácter real se deduce del gravamen que hace sobre la titularidad de los inmuebles o sobre los derechos que recaen en los inmuebles, independientemente de qué sujeto ocupe su titularidad. Tiene además carácter objetivo, derivado de una cuantificación de la carga tributaria que atiende exclusivamente al valor del objeto, y no a las circunstancias de los sujetos pasivos.
El hecho imponible está constituido por la propiedad de los bienes inmuebles de naturaleza rústica y urbana sitos en el respectivo término municipal, o por la titularidad de un derecho real de usufructo o de superficie, o de la de una concesión administrativa sobre dichos bienes o sobre los servicios públicos a los que estén afectados, y grava el valor de los referidos inmuebles.

## Regulación básica
La regulación básica sobre este tributo viene recogida en el texto refundido de Ley reguladora de las Haciendas Locales (Real Decreto Legislativo 2/2004, de 5 de marzo) y el texto refundido de la Ley del Catastro Inmobiliario (Real Decreto Legislativo 1/2004, de 5 de marzo), así como su Reglamento de desarrollo (Real Decreto 417/2006, de 7 de abril).

## Hecho imponible
El hecho imponible está constituido por la titularidad sobre los bienes inmuebles urbanos, rústicos y de características especiales, de alguno de los siguientes derechos: 
- Ser adjudicatario de una concesión administrativa sobre el bien.
- Ser titular de un derecho real de superficie.
- Ser titular de un derecho real de usufructo.
- Ser titular de un derecho real de propiedad.

El artículo 61 del Texto refundido de la ley reguladora de haciendas locales establece, además, ese orden de prelación para los casos en los que haya concurrencia de derechos reales.

### Sujeto pasivo
Son sujetos pasivos a título de contribuyentes las personas naturales y jurídicas y las entidades como comunidades de bienes y sociedades civiles que ostenten la titularidad del derecho que, en cada caso, sea constitutivo del hecho imponible. 

### Calificación de bien inmueble
A los efectos del impuesto tienen la consideración de bienes inmuebles 
1. La parcela o porción de suelo de una misma naturaleza enclavada en un término municipal y cerrada por una línea poligonal que delimita el ámbito espacial del derecho de propiedad de un propietario o de varios proindiviso.
2. Los diferentes elementos privativos de los edificios susceptibles de aprovechamiento independiente, sometidos al régimen especial de la propiedad horizontal. También el conjunto constituido por diferentes elementos privativos mutuamente vinculados y adquiridos en unidad de acto y los trasteros y plazas de estacionamiento en proindiviso adscritos al uso y disfrute exclusivo y permanente de un titular.
3. Los considerados inmuebles de características especiales.
4. El ámbito espacial de un derecho de superficie y el de una concesión administrativa sobre los bienes inmuebles o sobre los servicios públicos a los que se hallen afectos

Los bienes inmuebles se pueden clasificar catastralmente en urbanos, rústicos y de características especiales 
1. A cada bien inmueble se le asigna como identificador una referencia catastral que es un código alfanumérico que lo sitúa inequívocamente en la cartografía oficial del Catastro.

#### Bienes inmuebles urbanos y rústicos
Como regla general, el carácter urbano o rústico de un inmueble depende de la naturaleza del suelo. Debe así diferenciarse el suelo de naturaleza urbana, el de naturaleza rústica, así como el concepto de construcción. 
A efectos catastrales se consideran construcciones a: 
- Los edificios unidos permanentemente al suelo, independientemente de los materiales con los que estén construidos, del uso a que se destinen, de que se alcen sobre la superficie del terreno o estén enclavados en su subsuelo y de que puedan ser transportados y desmontados.
- Las instalaciones industriales, comerciales, deportivas, de recreo, agrícolas, forestales, ganaderas y piscícolas de agua dulce
- Las obras de urbanización y mejora como son las explanaciones y las que se realicen para el uso de los espacios descubiertos

#### Bienes inmuebles de características especiales
Constituyen un conjunto complejo de uso especializado, integrado por suelo, edificios, instalaciones y obras de urbanización y mejora configurados como un único bien inmueble a efectos catastrales, por su carácter unitario y por estar ligado de forma definitiva para su funcionamiento. Se consideran inmuebles de este tipo los comprendidos en los siguientes grupos: 
- Los inmuebles destinados a la producción de energía eléctrica, gas, refino de petróleo y centrales nucleares
- Los integrado por los embalses, salto de agua y demás construcciones vinculadas al proceso de producción, así como canales, tuberías de transporte u otras conducciones que sean necesarias para la obtención o producción de energía hidroeléctrica,
- Los integrado por las autopistas y carreteras
- Los integrado por aeropuertos y puertos comerciales.

### No sujeción
Los principales supuestos de no sujeción al impuesto son: 
- Las carreteras, los caminos, las demás vías terrestres, y los bienes del dominio público marítimo-terrestre e hidráulico, siempre que su aprovechamiento sea público y gratuito.
- Los siguientes bienes inmuebles propiedad de los municipios en los que estén enclavados: 
  - los de dominio público afectos al uso público
  - los de dominio público afectos a un servicio público gestionados directamente por el ayuntamiento, excepto cuando se trata de inmuebles cedidos a terceros mediante contraprestación
  - los bienes patrimoniales, salvo que se hayan cedido a terceros mediante contraprestación.

### Exenciones
Tienen exención fiscal los siguientes tipos de inmuebles: 
- los que sean propiedad del Estado, de las comunidades autónomas o de las entidades locales directamente afectas a la defensa nacional, seguridad ciudadana y a los servicios educativos y penitenciarios;
- los bienes comunales de los municipios y los montes vecinales en mano común;
- los de asociaciones confesionales legalmente reconocidas en los términos establecidos en los respectivos acuerdos de cooperación suscritos en virtud de lo dispuesto en el artículo 16 de la Constitución. Se incluye tanto a las asociaciones confesionales no católicas como a la Iglesia católica, esta última en los términos previstos en el acuerdo entre el Estado español y la Santa Sede sobre Asuntos Económicos, del 3 de enero de 1979[4] (en el que se dice: “Tendrán derecho a la exención total y permanente de la Contribución Territorial Urbana los templos y capillas destinados al culto, y asimismo sus dependencias o edificios y locales anejos destinados a la actividad pastoral”; también estarán exentos del pago del IBI: “La residencia de los obispos, de los canónigos y de los sacerdotes con cura de almas. Los locales destinados a oficinas de la Curia Diocesana y a oficinas parroquiales. Los seminarios destinados a formación del clero y las universidades eclesiásticas cuando impartan disciplinas eclesiásticas, así como los conventos o institutos de vida consagrada”).
- En virtud de la ley de mecenazgo[5] estarán exentos del impuesto sobre bienes inmuebles los bienes de los que sean titulares, en los términos previstos en la normativa reguladora de las Haciendas Locales, las entidades sin fines lucrativos, excepto los afectos a explotaciones económicas no exentas del impuesto sobre sociedades.
- los de la Cruz Roja Española;
- aquellos a los que sea de aplicación en virtud de los convenios internacionales;
- los de los gobiernos extranjeros destinados a su representación diplomática, consular, o a sus organismos oficiales, a condición de reciprocidad;
- la superficie de los montes poblados con especies de crecimiento lento reglamentariamente determinadas, cuyo principal aprovechamiento sea la madera o el corcho,
- los terrenos ocupados por las líneas de ferrocarriles y los edificios, estaciones, almacenes o cualquier otro servicio indispensable para la explotación de dichas líneas.
- Los destinados a la enseñanza por centros docentes acogidos, total o parcialmente, al régimen de concierto educativo. La Ley de Haciendas Locales de 2004 señala en su artículo 63.2.a que estarán exentos del pago del impuesto de bienes inmuebles, previa solicitud, aquellos que “se destinen a la enseñanza por centros docentes acogidos, total o parcialmente, al régimen de concierto educativo, en cuanto a la superficie afectada a la enseñanza concertada”. Por otra parte, la Ley de Mecenazgo que recoge las exenciones fiscales a entidades sin ánimo de lucro establece que pagarán impuestos los bienes “afectos a explotaciones económicas no exentas del impuesto sobre sociedades”.
- Los declarados expresa e individualizadamente monumento o jardín histórico de interés cultural General o zonas arqueológicas protegidas.
- Conjuntos históricos protegidos, los bienes inmuebles que formen parte del Patrimonio Nacional, patrimonio histórico, castillos protegidos, monumentos de antigüedad superior a los 100 años protegidos y hórreos y cabazos de no menos de 100 años existentes en Asturias y en Galicia.

## Base imponible
Está constituida por el valor catastral de los bienes inmuebles que se determina, notifica y es susceptible de impugnación conforme a las normas reguladoras del Catastro Inmobiliario. 

### Valor catastral
Se determina objetivamente a partir de los datos obrantes en el Catastro Inmobiliario y está integrado por el valor catastral del suelo y el de las edificaciones. Para su determinación se han de tener en cuenta los criterios valorativos establecidos en las normativa reguladora del Catastro inmobiliario. 
Como regla general, no puede superar el valor de mercado, si bien, en los bienes inmuebles con precio de venta limitado administrativamente, el valor catastral no puede superar este último valor. 
Por valor de mercado se entiende el precio más probable por el cual podría venderse, entre partes independientes, un inmueble libre de cargas.

### Actualización mediante coeficientes
Las Leyes de Presupuestos Generales del Estado pueden actualizar los valores catastrales por aplicación de coeficientes que pueden ser diferentes para cada clase de inmuebles.

## Base liquidable
Es el resultado de practicar una reducción en la base imponible de inmuebles que su valor catastral se haya incrementado como consecuencia de procedimientos de valoración colectiva de carácter general por la aplicación de la primera o sucesivas ponencias de valores. 
Como regla general el período de aplicación de la reducción es de nueve años a contar desde la entrada en vigor de los nuevos valores catastrales. Su cuantía decrece anualmente y es el resultado de aplicar un coeficiente reductor, único para todos los inmuebles del municipio. 

## Cuota íntegra
Para su cálculo, debe tenerse en cuenta que la cuota íntegra es el resultado de aplicar a la base liquidable el tipo de gravamen; 

### Tipo de gravamen

#### Bienes inmuebles urbanos y rústicos
Los tipos legales mínimos y supletorios si los ayuntamientos no establecen otro, así como los tipos máximos aplicables a este tipo de inmuebles son los siguientes: 
- Inmuebles urbanos: entre el 0,4% y el 1,10%
- Inmuebles rústicos: entre el 0,3% y el 0,90%
- Inmuebles de características especiales: a esta categoría de bienes el tipo es el 0,6% y tiene carácter supletorio. Los Ayuntamientos pueden establecer un tipo diferenciado para cada grupo de esta categoría de bienes existente en el municipio, que no puede ser inferior al 0,4% ni superior al 1,3%.

Se han previsto una serie de circunstancias en las que los Ayuntamientos pueden incrementar los tipos de gravamen anteriores con los puntos porcentuales que para cada caso se indican: 
- Municipios capital de provincia o de comunidad autónoma
- Municipios en que se presta el servicio de transporte público colectivo urbano de superficie
- Municipios cuyos Ayuntamientos prestan más servicios de aquellos a los que estén obligados según lo dispuesto en la Ley 7/1985
- Municipios en los que los terrenos de naturaleza rústica representan más del 80% de la superficie total del término

## Cuota líquida
La cuota líquida o cuota tributaria se obtiene restando de la cuota íntegra el importe de las bonificaciones legalmente previstas. También se ha previsto la posibilidad de establecer ciertos recargos sobre la cuota del impuesto 

### Bonificaciones
La norma establece una serie: 

#### Bonificaciones obligatorias
El impuesto recoge una serie de bonificaciones cuya aplicación no depende de su establecimiento por el municipio de la imposición. Son las aplicables a: 
- Las cuotas en los términos municipales de Ceuta y Melilla. (50% de la cuota tributaria).
- Los inmuebles que constituyen el objeto de la actividad de las empresas de urbanización, construcción y promoción inmobiliaria. (Entre el 50% y el 90% de la cuota íntegra)
- Las viviendas de protección oficial. (50% durante los tres períodos impositivos siguientes al del otorgamiento de la calificación definitiva).
- Los bienes rústicos de las cooperativas agrarias y de explotación comunitaria de la tierra. (95% de la cuota íntegra )

Pueden existir otras bonificaciones potestativas, cuya aplicación depende de los ayuntamientos respectivos para casos de sujetos pasivos que sean titulares de familia numerosa, inmuebles que tengan instalados sistemas para el aprovechamiento térmico o eléctrico de la energía solar e inmuebles de organismos públicos de investigación y los de enseñanza universitaria 

### Recargos
Se ha previsto la posibilidad de establecer y exigir ciertos recargos sobre la cuota del impuesto a favor de: 
1. Los Ayuntamientos. Pueden establecer y exigir un recargo de hasta el 50% de la cuota líquida del impuesto de los inmuebles de uso residencial desocupados con carácter permanente.
2. Las áreas metropolitanas. Pueden establecer un recargo de hasta el 0,2% sobre la cuota del impuesto (base del recargo) respecto a los inmuebles situados en su territorio. Este porcentaje será único para todos estos inmuebles.

## Periodo impositivo
El devengo del impuesto se produce el primer día del período impositivo que coincide con el año natural. 
Los hechos, actos y negocios que deben ser objeto de declaración o comunicación ante el Catastro Inmobiliario son efectivos en el devengo del impuesto inmediatamente posterior al momento en que produzcan efectos catastrales. 

## Gestión
El impuesto se gestiona a partir de la información contenida en el Padrón catastral y en los demás documentos expresivos de sus variaciones elaborados por la Dirección General del Catastro, sin perjuicio de la competencia de los Ayuntamientos para la calificación de los inmuebles de uso residencial desocupados. 
La gestión del impuesto consta de dos fases: gestión catastral y gestión tributaria. 

### Padrón catastral
El Padrón se forma anualmente para cada término municipal y contiene la información relativa a los bienes inmuebles separadamente para los de cada clase. Los datos contenidos en los demás documentos expresivos de sus variaciones elaboradas por la Dirección General del Catastro deben figurar en las listas cobratorias, documentos de ingreso y justificantes de pago del impuesto. 
Se debe remitir a las entidades gestoras del impuesto antes del uno de marzo

## Polémica por la exención del pago del IBI a la Iglesia católica
El acuerdo sobre asuntos económicos de 1979 estableció un régimen fiscal concreto para la Iglesia católica que permitía la exención de distintos impuestos. Dicho régimen fiscal fue completado con la entrada en vigor de la llamada "Ley de mecenazgo" de 2002, que dispuso un nuevo régimen fiscal más beneficioso para entidades sin ánimo de lucro, al que puede acceder la Iglesia católica al igual que cualquier otra iglesia, confesión o comunidad religiosa que cumpla los requisitos establecidos por la ley.
A principios de 2012, a raíz de la decisión del gobierno italiano de exigir a la Iglesia católica el pago del impuesto de bienes inmuebles, del que hasta entonces había estado exenta, se abrió el debate en España sobre el mismo tema, aunque anteriormente Izquierda Unida ya había reclamado la supresión de la exención del pago del IBI, y algunos alcaldes, como el de Madrid, Alberto Ruiz Gallardón del Partido Popular, habían hablado del dinero que dejaban de percibir sus ayuntamientos (94 millones de euros en el caso de Madrid) por la exención del IBI a la Iglesia Católica. Los cálculos de los expertos sitúan esa merma en las arcas públicas entre los 2.000 y los 2.500 millones de euros en toda España.
En mayo de 2012 el PSOE anunció que presentaría una moción en todos los ayuntamientos para que elaboraran un censo con los inmuebles que son propiedad de la Iglesia, con el objeto de cobrar el IBI por aquellos que no estén destinados al culto. La propuesta fue rechazada por Alberto Ruiz Gallardón, ministro de Justicia del nuevo gobierno del Partido Popular presidido por Mariano Rajoy, argumentando que la Iglesia, como cualquier otra asociación sin ánimo de lucro estaba, exenta del pago según lo establecido en la Ley de Haciendas Locales de 2004 y de la Ley de Mecenazgo de 2002. Desde la jerarquía eclesiástica se negó la acusación de que la Iglesia católica gozara de algún "privilegio fiscal", alegando que recibía el mismo trato que el resto de las entidades sin ánimo de lucro a las que la Ley de mecenazgo aplica su mismo régimen fiscal, entre las que, además de confesiones religiosas se encuentran fundaciones, federaciones deportivas, ONG, o asociaciones de utilidad pública.

### Sentencia del Tribunal Constitucional
El Tribunal Constitucional avaló el 5 de diciembre de 2013 la exención de la Iglesia católica en el pago del impuesto sobre bienes inmuebles, mediante una sentencia, acordada por unanimidad, que respondía a un recurso de inconstitucionalidad presentado seis meses antes por el gobierno de España contra una ley aprobaba por el parlamento de la Comunidad Foral de Navarra, con los votos a favor del PSN-PSOE, Izquierda-Ezkerra, Bildu y Aralar-NaBai y en contra de UPN y del PP, que obligaba a pagar el IBI a los ayuntamientos por todos los edificios propiedad de la Iglesia excepto los destinados al culto. El gobierno argumentó que la ley foral no podía excluir solamente del pago del IBI a los "bienes destinados al culto".